# دونا وليامز
دونا وليامز (بالإنجليزية: Donna Williams)‏ هي مغنية وكاتبة سيناريو ومغنية مؤلفة وكاتِبة أسترالية، ولدت في 12 أكتوبر 1963 في ملبورن في أستراليا، وتوفيت في 22 أبريل 2017 في أستراليا بسبب سرطان الثدي.

## وصلات خارجية
- الموقع الرسمي
- دونا وليامز على موقع IMDb (الإنجليزية)